# おおなみ (護衛艦・2代)
おおなみ（ローマ字：JS Oonami, DD-111）は、海上自衛隊の護衛艦。たかなみ型護衛艦の2番艦。艦名は「大きな波」（大波）に由来し、この名を受け継ぐ日本の艦艇としては、旧海軍夕雲型駆逐艦「大波」、あやなみ型護衛艦「おおなみ」に続き3代目に当たる。
本記事は、本艦の艦暦について主に取り扱っているため、性能や装備等の概要についてはたかなみ型護衛艦を参照されたい。

## 艦歴
「おおなみ」は、中期防衛力整備計画に基づく平成10年度計画4,600トン型護衛艦2240号艦として、三菱重工業長崎造船所長浜船台で2170番船として2000年5月17日に起工され、2001年9月20日に進水、2002年7月9日に公試開始、2003年3月13日に就役し、第1護衛隊群第5護衛隊に編入され横須賀に配備された。
2004年11月25日、テロ対策特別措置法に基づき、護衛艦「ちょうかい」、補給艦「ましゅう」とともにインド洋に派遣、2005年3月まで任務に従事し、5月10日に帰国した。
2007年9月4日から同月9日にかけて、インド洋・ベンガル湾にてインド主催による多国間演習である「マラバール2007」に護衛艦「ゆうだち」とともに参加した。
2008年3月26日、護衛隊改編により第2護衛隊群第6護衛隊に編入された。
2009年4月14日午前11時15分頃、沖縄中城新港に係留中、入港作業中のカンボジア船籍の貨物船サンフラワー(913トン)が接触し左舷艦首部が損傷する事故を起きる。
同年7月6日、日韓救難共同訓練が日本海において実施され、護衛艦「あぶくま」、P-3C哨戒機 3機とともに参加し、韓国海軍駆逐艦「楊万春」(DDH-973)、「王建」(DDH-978)と訓練を実施した。
同年12月4日午前8時45時ごろ高知県足摺岬沖合南約130kmにおいて海賊対処訓練実施中に護衛艦「さわぎり」が右後後部に追突する形で接触する事故が発生した。双方ともけが人はなく自力航行は可能であった。これにより甲板上の落下防止用鉄製柵が変形した。
2010年1月29日、第4次派遣海賊対処行動水上部隊としてソマリア沖に向けて出航、僚艦となる「さわぎり」とは途中で合流し、2月25日から5月31日まで32回、合計283隻の船舶を警護した。7月2日、横須賀に帰港。
2011年3月11日に発生した東北地方太平洋沖地震による東日本大震災に対し、地震発生から89分後、災害派遣のため横須賀から緊急出港した。
同年10月11日、第10次派遣海賊対処行動水上部隊として護衛艦「たかなみ」と共に横須賀基地を出航、ソマリア沖・アデン湾に向かい、翌2012年3月12日に帰国した。
2012年6月9日、日印国交60周年の記念も兼ねて訪日中のインド海軍艦隊と相模湾にて護衛艦「はたかぜ」と共に共同訓練「JIMEX 12」を実施した。
2013年2月5日の報道によれば、同年1月19日1700時頃、東シナ海で中国海軍所属の江凱I型フリゲートが本艦が搭載しているヘリコプターに向け火器管制レーダーを照射した疑いがあることを防衛省が明らかにした。
2014年7月15日、第19次派遣海賊対処行動水上部隊として「たかなみ」と共に横須賀基地からソマリア沖・アデン湾に向け出航した。
その後ソマリア沖での海賊対処行動を終え帰途につくが、両艦が日本に向け東南アジア付近を航行中に、エアアジア8501便墜落事故が発生した。日本政府は両艦に派遣命令を出し、1月3日から9日までの間、エア・アジア航空機消息不明事案に関する国際緊急援助活動に従事し、1月24日、横須賀に帰港した。
2017年11月3日、タイ王国及び同国周辺海空域で実施されるASEAN創立50周年記念国際観艦式に参加するため横須賀を出港し、11月14日、パタヤに入港、同20日に国際観艦式に参加した。帰国途上の11月22日には南シナ海においてオーストラリア海軍フリゲート艦「メルボルン」と日豪共同巡航訓練を実施し、さらに11月28日にはフィリピン共和国周辺海域においてフィリピン海軍コルベット艦「ミゲル・マルバー」(PS-19 BRP Miguel Malvar)と親善訓練を実施した。
2020年4月26日、第36次派遣海賊対処行動水上部隊として、横須賀基地からソマリア沖・アデン湾に向け出航した。同年8月29日にはアラビア海北部西方海域において英海軍フリゲート「アーガイル」と、10月3日にはアデン湾でパキスタン海軍フリゲート「ズルフィカル」と海賊対処共同訓練を実施した。さらに10月5日から6日にかけて欧州連合海軍部隊と共同訓練を実施し、それに引き続き10月15日には欧州連合海軍部隊とジブチに共同寄港した。
また、任務終了後の帰国途上の11月3日から6日にかけてインド東方海空域（ベンガル湾）において日米印豪共同訓練（マラバール2020）に参加した。米海軍からは駆逐艦「ジョン・S・マケイン」、インド海軍からは駆逐艦「ランヴィジャイ」、フリゲート艦「シヴァリク」、補給艦「シャクティ」、潜水艦「シンドゥライ」、P-8I等が、豪海軍からはフリゲート艦「バララット」が参加し、対潜戦訓練、対空戦訓練、対水上射撃訓練、対空射撃訓練、洋上補給訓練等を実施、引続き6日から7日にかけて同じくベンガル湾において「ジョン・S・マケイン」、「バララット」と日米豪共同訓練を実施した。11月24日に横須賀基地に帰港した。
2021年9月2日から7日にかけて、東シナ海から四国南方を経て関東南方に至る海空域おいて、英国空母打撃群（CSG21：空母「クイーン・エリザベス」、駆逐艦「ディフェンダー」、米駆逐艦「ザ・サリバンズ」、オランダ海軍フリゲート「エファーツェン」、カナダ海軍フリゲート「ウィニペグ」）と日英米蘭加共同訓練（PACIFIC CROWN 21‐3）を実施する。海自からは本艦の他、護衛艦「いせ」、「あさひ」、「はるさめ」、「たかなみ」、「きりしま」、「てるづき」及び潜水艦1隻、P-1哨戒機が、航空自衛隊からはＦ-2、Ｆ-15戦闘機、E-767早期警戒管制機が参加し、対抗戦、防空戦、対潜戦等を実施する。
2022年8月13日から24日にかけて、沖縄東方海空域において護衛艦「やまぎり」とともに日米共同訓練を実施した。米海軍からは空母「ロナルド・レーガン」、強襲揚陸艦「トリポリ」、ドック型輸送揚陸艦「ニューオーリンズ」、ドック型揚陸艦「ラシュモア」が参加し、各種戦術訓練を実施した。
2024年8月27日から8月29日にかけて、関東南方から沖縄東方に至る訓練海空域おいて実施された日豪伊独仏共同訓練（ノーブル・レイブン24‐3）に参加した。海自からは護衛艦「いずも」、潜水艦、P-1が参加したほか、オーストラリア海軍駆逐艦「シドニー」 、イタリア海軍空母「カブール」、フリゲート「アルピーノ」、 哨戒艦「ライモンド・モンテクッコリ」 、ドイツ海軍フリゲート「バーデン＝ヴュルテンベルク」、補給艦「フランクフルト・アム・マイン」、フランス海軍フリゲート「ブルターニュ」が参加し、各種戦術訓練（対空戦、実艦的対潜訓練、CROSS DECK等）及び PHOTOEXを実施した。なお、本訓練において日独ACSA締結後、初めてドイツ海軍補給艦「フランクフルト・アム・マイン」と洋上給油を実施した。
現在、第2護衛隊群第6護衛隊に所属し、定係港は横須賀である。

### 歴代艦長
| 代 | 氏名       | 在任期間               | 出身校・期        | 前職                                              | 後職                                      | 備考 |
| -- | ---------- | ---------------------- | ----------------- | ------------------------------------------------- | ----------------------------------------- | ---- |
| 01 | 三木 功    | 2003.3.13 - 2004.03.31 | 防大22期          | おおなみ艤装員長                                  | きりしま艦長                              |      |
| 02 | 山田勝規   | 2004.4.1 - 2005.8.9    | 防大25期          | 佐世保地方総監部防衛部 第3幕僚室長 兼 第5幕僚室長 | 護衛艦隊司令部幕僚                        |      |
| 03 | 中藤琢雄   | 2005.8.10 - 2006.8.13  | 防大26期          |                                                   | しらせ副長                                |      |
| 04 | 三浦昌伸   | 2006.8.14 - 2008.3.25  | 防大26期          | 大湊地方総監部管理部人事課長                      | しもきた艦長                              |      |
| 05 | 棚岡充雄   | 2008.3.26 - 2009.9.3   | 中央大・ 36期幹候 | 呉地方総監部管理部人事課長                        | 大湊海上訓練指導隊副長                    |      |
| 06 | 大久保幸彦 | 2009.9.4 - 2010.12.23  | 防大26期          | 大湊海上訓練指導隊砲雷科長                        | →2011.1.11 しもきた艦長                   |      |
| 07 | 吉野 敦    | 2010.12.24 - 2013.3.21 | 広修大・ 36期幹候 | ひゅうが副長                                      | 護衛艦隊司令部付 →2013.8.6 いずも艤装員長 |      |
| 08 | 石塚啓壯   | 2013.3.22 - 2014.6.26  |                   | 海上自衛隊幹部候補生学校主任教官                  | 海上幕僚監部衛生企画室                    |      |
| 09 | 加世田孝行 | 2014.6.27 - 2016.5.9   | 防大30期          | 海上自衛隊第1術科学校                             | 佐世保海上訓練指導隊副長                  |      |
| 10 | 渡邊秀幸   | 2016.5.10 - 2017.7.2   | 防大35期          | 海上訓練指導隊群司令部幕僚                        | 舞鶴海上訓練指導隊副長                    |      |
| 11 | 小形利男   | 2017.7.3 - 2017.10.9   | 防大33期          | 佐世保地方総監部管理部総務課長                    | 大湊海上訓練指導隊副長                    |      |
| 12 | 奥村博隆   | 2017.10.10 - 2019.6.9  | 防大36期          | 大湊海上訓練指導隊副長                            | システム通信隊群司令部勤務                |      |
| 13 | 石寺隆彦   | 2019.6.10 - 2020.12.9  | 防大39期          | 舞鶴地方総監部管理部人事課長                      | 佐世保海上訓練指導隊砲雷科長              |      |
| 14 | 梶山 剛    | 2020.12.10 - 2022.3.23 | 防大46期          | 護衛艦隊司令部                                    | 海上幕僚監部総務部総務課                  |      |
| 15 | 藤原明永   | 2022.3.24 - 2023.7.9   |                   | いずも船務長                                      |                                           |      |
| 16 | 佐々木康光 | 2023.7.10 - 2024.7.28  | 防大51期          |                                                   |                                           |      |
| 17 | 佐藤善光   | 2024.7.29 -            | 防大51期          |                                                   |                                           |      |

## ギャラリー

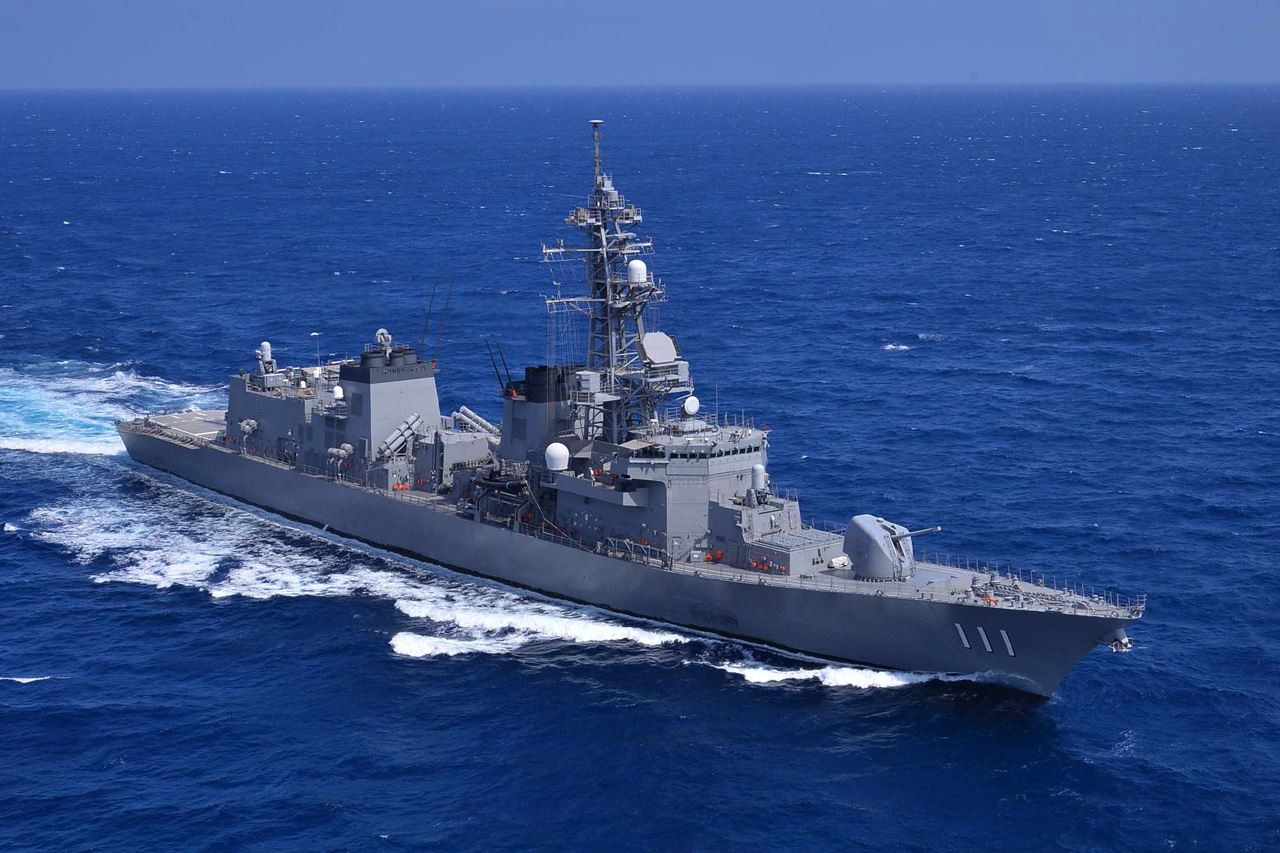
洋上を往く「おおなみ」
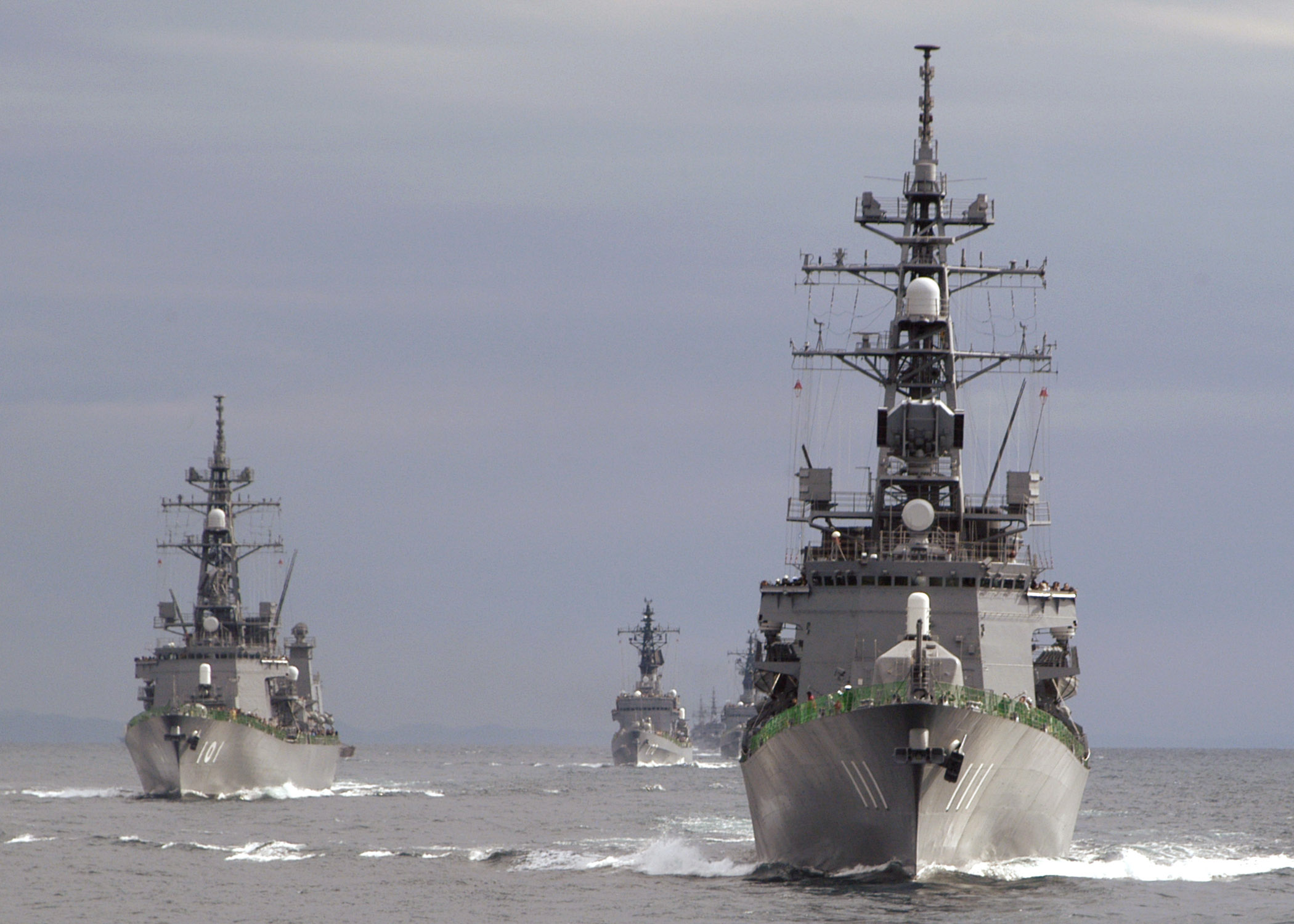
平成18年度観艦式の予行で「むらさめ」（左）とともに東京湾を航行
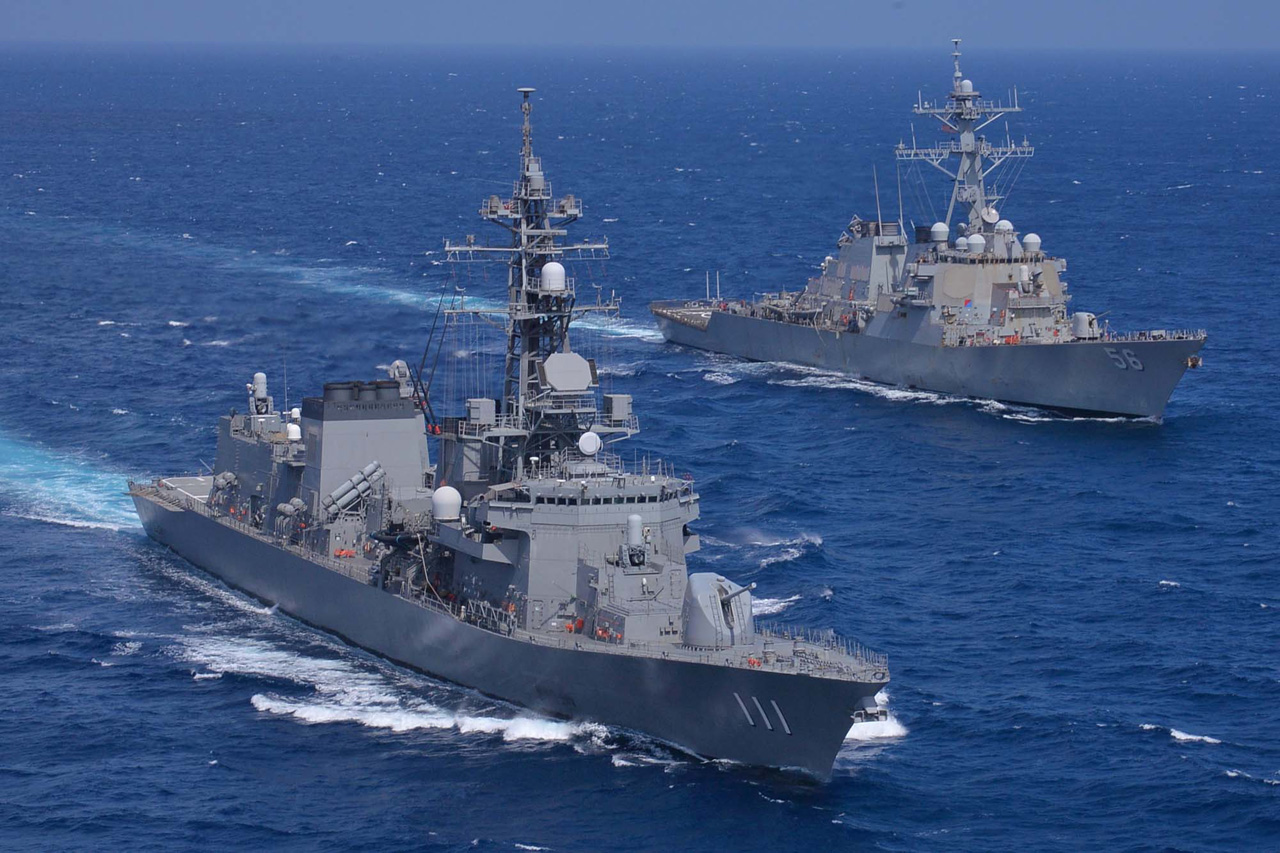
米海軍「ジョン・S・マケイン」と並走中の「おおなみ」
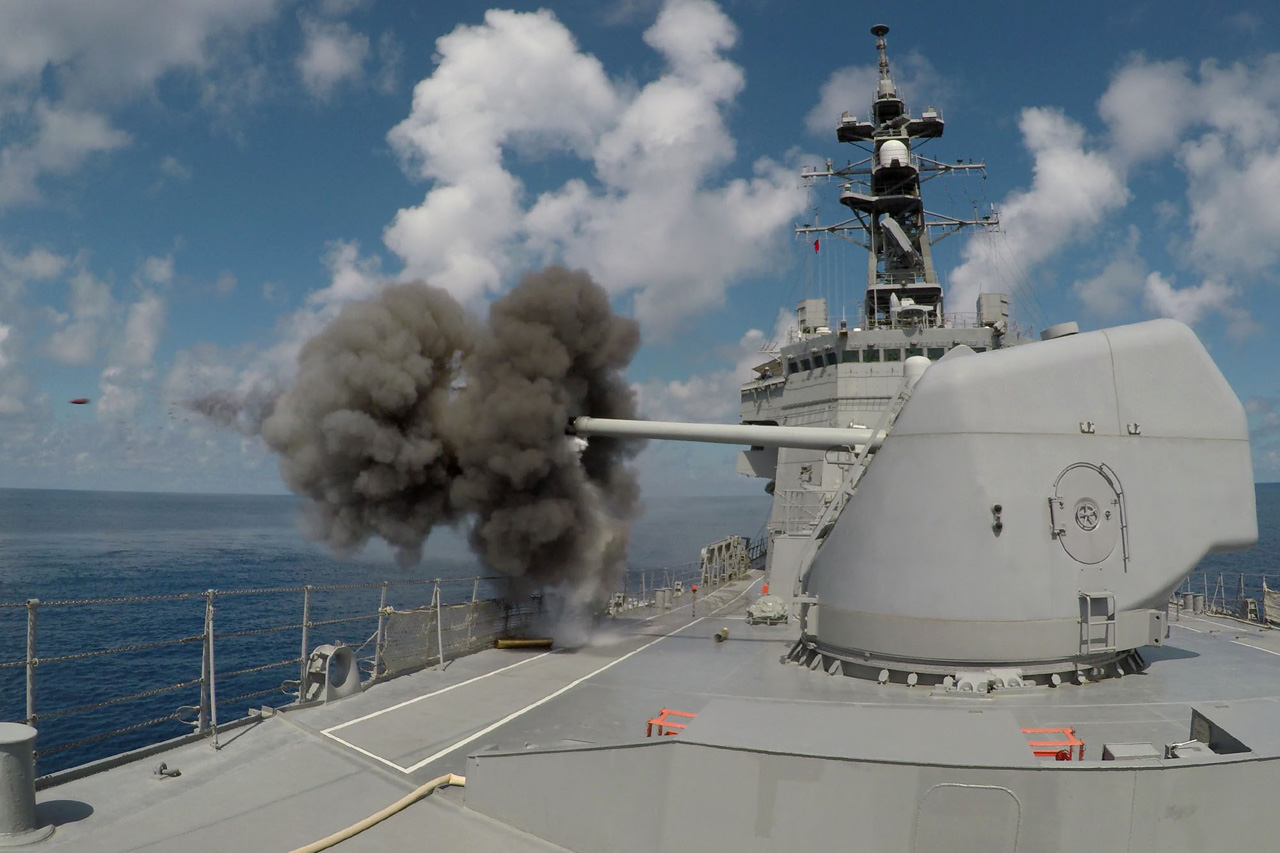
127mm砲から砲弾が発射された瞬間
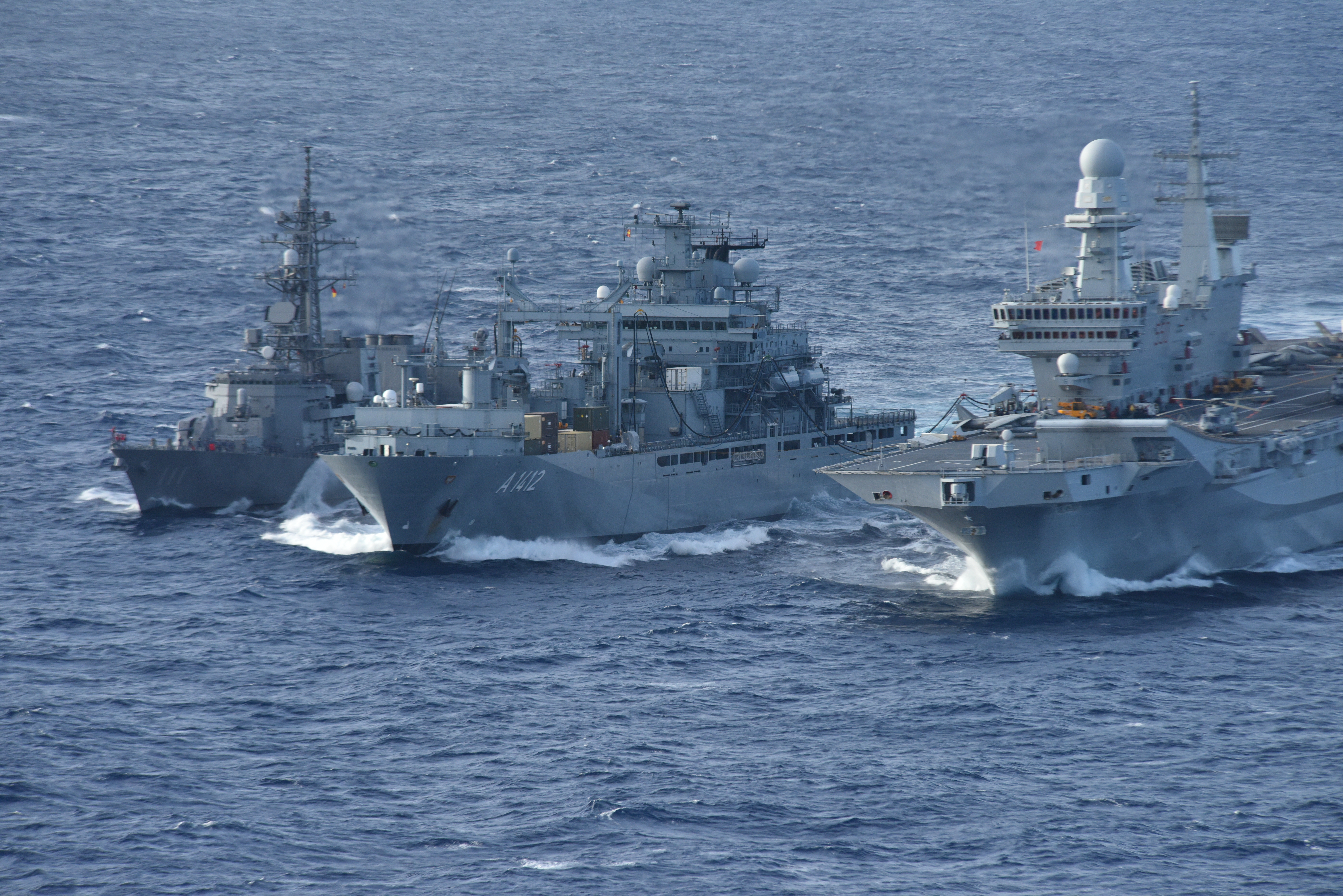
ドイツ海軍補給艦「フランクフルト・アム・マイン」（中）から洋上補給を受ける「おおなみ」（左）とイタリア海軍空母「カヴール」（右）